# Brescello
Brescello ou, na sua forma portuguesa, Brixelo é uma comuna italiana da região da Emília-Romanha, província de Reggio Emilia, com cerca de 4.918 (31.12.2002) habitantes. Estende-se por uma área de 24 km², tendo uma densidade populacional de 201 hab/km². Faz fronteira com Boretto, Gattatico, Mezzani (PR), Poviglio, Sorbolo (PR), Viadana (MN).

## Demografia
| Variação demográfica do município entre 1861 e 2011                               |
|                                                                                   |
| Fonte: Istituto Nazionale di Statistica (ISTAT) - Elaboração gráfica da Wikipedia |